# Lijst van spelers van FC Koper
Deze lijst omvat voetballers die bij de Sloveense voetbalclub FC Koper spelen of gespeeld hebben. De spelers zijn alfabetisch gerangschikt.

## A
- David Adam
- Adnan Aganović

## B
- Davor Bagarić
- Damir Ban
- Josip Barišić
- Vili Bečaj
- Igor Benedejčič
- Danijel Bešič
- Toni Biuk
- Miha Blažič
- Patrik Bordon
- Boško Boškovič
- Marko Bozic
- Rok Bozic
- Saša Božičič
- Daniel Bradaschia
- Ivan Brečevič
- Ivan Brozovic
- Mitja Brulc
- Milan Bubalo
- Davor Bubanja
- David Bunderla

## C
- Dragan Čadikovski
- Abdoulaye Camara
- Marjan Čendak
- Muhamed Ćosić
- Aljosa Cotar
- Miroslav Čovilo
- Domen Črnigoj
- Slaven Cucek

## D
- Anton Dedaj
- Zlatko Dedič
- Darko Djukic
- Oskar Drobne
- Nedim Duric
- Bojan Đukič

## E
- Mitja Ernisa

## F
- Romeo Filipović
- Željko Filipovič
- Niki Finkst

## G
- Marinko Galič
- Emanuel Galun
- Simon Gregoric
- Marko Grižonič
- Ivica Guberac
- Andrej Gudic
- Edmond Gunjac

## H
- Damir Hadžič
- Denis Halilović
- Enes Handanagič
- Jasmin Handanovič
- Ermin Hasič
- Matic Hojnik
- Etien Huskič

## I
- Sunday Ibeji
- Aleksandar Ilić
- Patrik Ipavec
- Lucky Isibor

## J
- Sasa Jakomin
- Enej Jelenič
- Žarko Jeličić
- Alfred Jermaniš
- Amer Jukan
- Plumb Jusufi

## K
- Naser Kajtazi
- Bekim Kapic
- Amir Karič
- Dejan Kern
- Simon Klun
- Ivan Knezović
- Jan Koprivec
- Mihael Kovačević
- Nebošja Kovačevič
- Suharez Kraja
- Boštjan Kreft
- Darko Kremenovič
- Veselin Kuzmanovic

## L
- Igor Lazic
- Niki Lekic
- Ado Lizalovic
- Mitja Lotrič
- Anej Lovrečič
- Matjaz Lunder

## M
- Luka Majcen
- Danijel Marčeta
- Milidrag Marič
- Dejan Marjanovic
- Matej Mavrič
- Erion Mehilli
- Aleš Mejač
- Aleš Mertelj
- Dragan Micic
- Nik Mihailovič
- Bojan Milic
- Željko Mitrakovič

## N
- Igor Nenezič
- Novica Nikcevic
- Nilton
- Igor Novakovič

## O
- Romano Obilinović
- Matko Obradović
- Milan Osterc

## P
- Jan Pahor
- Rok Pahor
- Matej Palčič
- Luka Pavlin
- Miran Pavlin
- Sandi Pavlovic
- Bostjan Pepelko
- Denis Perger
- Manuel Persic
- Vladimir Petković
- Frane Petricevic
- Vladimir Petrović
- Vito Plut
- Andrej Poljšak
- Kristijan Polovanec
- Denis Popovič
- Srebrenko Posavec
- Martin Pregelj
- Ales Prus
- Matej Pučko
- Aleš Puš

## R
- Dalibor Radujko
- Miroslav Radulovic
- Aleksander Rajčevič
- Milan Rakic
- Aljko Rastoder
- Andrej Rastovac
- Elvic Ribaric
- Mladen Rudonja
- Amir Ruznic

## S
- Valter Sabadin
- Elvis Sahinovic
- Erik Salkič
- Alen Sculac
- Edin Šečić
- Ivan Sesar
- Ilir Sillo
- Luka Škrbina
- Denis Šme
- Ales Smon
- Žiga Smrtnik
- Matej Snofl
- Stefano Spinelli
- Dino Stančič
- Dalibor Starčević
- Peter Stojanovič
- Jaka Štromajer
- Aljaž Struna
- Andraž Struna
- Leo Štulac
- Miloš Sučevič
- Admir Suhonjič
- Goran Šukalo
- Amusan Sunday

## T
- Filip Timov
- Nwankkwo Tochukwu
- Tom
- Ante Tomic
- Peter Tosic

## V
- Joel Valencia
- Blaz Valencic
- Mateja Valencic
- Adriano Varnier
- Konstantin Vassiljev
- Damir Vidovic
- Mitja Viler
- Juan Vitagliano
- Vitor Júnior
- Dalibor Volaš
- Robert Volk
- Dare Vršič

## Z
- Dario Zahora
- Urban Žibert
- Samir Zulič
- Dejan Zunic
- Branko Zupan